# دبليو سي (يونكس)
WC هو أمر من أوامر لينكس، يستخدم لمعرفة معلومات عن ملف معين.